# コロセウム・レコーズ
コロセウム・レコーズ（Colosseum Records）はドイツのレコード会社。

## 概要
主に映画やテレビドラマのサウンドトラック盤のレコードやCDを発売しており、自社レーベル“Colosseum”のほか、ドイツ国内外の他社盤も含めたインターネット通販も行っている。
アメリカのサントラ盤専門レコード会社の大手、ヴァレーズ・サラバンド社の発売したサントラ盤のドイツ盤も手掛けている。

## 関連事項
- 映画音楽
- サウンドトラック
- コロッセオ